# Кок-Тобе
Коктюбе, или Коктобе, или Кок-Тюбе (каз. Көктөбе — «Зеленый холм», «Голубой холм», «Небесный холм») — гора, расположенная в юго-восточной части города Алма-Ата. Высота — 1130 м над уровнем моря.
В шестидесятых годах XX века Кок-Тобе носила название Веригина гора.
Подняться на Кок-Тобе можно как по серпантину автомобильной дороги, так и по «канатке». Канатная дорога берёт начало от сквера у Дворца Республики (пр. Достык, угол пр. Абая). Она была сооружена и запущена 4 ноября 1967 года. Канатная дорога протянулась над частью старого города, застроенного частными домами, который называют «компотом». Этот район назван так из-за наименования его улиц: Яблочная, Грушевая, Вишнёвая и т. д. Протяжённость канатной дороги составляет 1727 м, время в пути — 6 минут, за которые можно понаблюдать за жизнью города. Внизу раскинуты зеленые сады, частные дома, а за ними простираются бескрайние городские высотки. Верхняя станция расположена на территории парка «Кок Тобе».
На склоне горы Кок-Тобе находится знаменитая 372-метровая Алматинская телевизионная башня — один из своеобразных символов города и самое высокое его строение.
Весной 2004 года после обильных дождей на Кок-Тобе сложилась аварийная ситуация — на поверхности горы появились значительные трещины, начал сползать грунт и рушиться строения. Возникла реальная угроза схода оползня на жилые районы, расположенные рядом. Городской акимат принял решение о закрытии горы. Летом 2004 года начались работы по укреплению склона и реконструкции Кок-Тобе. На вершине были демонтированы незаконно возведённые строения, в основном, кафе. Строители пробурили и забетонировали 395 скважин глубиной до 24 метров. Их основная задача — удержать грунт от сползания. Также были отреставрированы канатная дорога и смотровые площадки.
На сегодняшний день гора Кок-Тобе снова открыта для посещения. С неё открывается великолепная панорама Алматы и хребта Заилийского Алатау с его заснеженными вершинами. В 2006 году на горе открылся развлекательный центр «Парк Кок Тобе».
В мае 2007 года группой энтузиастов на горе был установлен первый в СНГ Памятник группе The Beatles.
В парке расположен «фонтан желаний», выполненный в форме яблока.
На территории парка расположены площадки с горками, качелями и разными локациями, скалодром, детский городок, аттракционы, колесо обозрения, верёвочный парк.

## Галерея
- Телебашня на Кок-Тобе
- Вид на Кок-Тобе
 от станции
канатной дороги
- Кабина подвесной
 канатной дороги
на Кок-Тобе
- Кабина подвесной
канатной дороги
на подходе к Кок-Тобе
- Вид на Алма-Ату
от станции канатной
дороги на Кок-Тобе
- Фонтан «Яблоко» 
на вершине Кок-Тобе.
Место для загадывания желаний посетителями.
- Чаша с монетами,
оставленными посетителями.
Фонтан «Яблоко»
на вершине Кок-Тобе.
- Статуя The Beatles
- Вид с горы Кок-Тобе